# Lygropia leucophanalis
Lygropia leucophanalis is een vlinder uit de familie van de grasmotten (Crambidae). De wetenschappelijke naam van deze soort is voor het eerst gepubliceerd in 1900 door Paul Mabille.
De soort komt voor in Madagaskar.